# پارگین (رویان‌شناسی)
پارگین (به انگلیسی: cloaca) ساختاری در رشد اندام‌های ادراری و تولیدمثلی است.
لوله گوارش عقبی در ابتدا به عنوان لوله آلانتویس به سوی عقب به سمت ساقه بدن کشیده می‌شود. اما با رشد و خمش انتهای دم رویان، ساقه بدن با لوله آلانتوئیک دارای آن به سوی شکمی بدن منتقل می‌شود و در نتیجه خمشی در محل اتصال لوله گوارش عقبی و آلانتوئیس ایجاد می‌شود.
این خم به یک کیسه گشاد می‌شود که پارگین آندودرمی را تشکیل می‌دهد. در بخش پشتی آن، روده عقبی باز می‌شود و از بخش شکمی آن آلانتویس به جلو می‌رود.
در مرحله بعد، مجرای ولفیان و مجرای مولر به بخش شکمی آن باز می‌شوند.
با رشد بافت‌های پیرامونی، غشای پارگین در پایین یک فرورفتگی قرار می‌گیرد که توسط اکتودرم پوشانده شده است و به آن پارگین اکتودرمی می‌گویند.